# Doom Eternal
Doom Eternal ist der von id Software entwickelte 5. Teil der Ego-Shooter-Videospielserie Doom.
Die Fortsetzung von Doom aus dem Jahre 2016 wurde am 20. März 2020 für PlayStation 4, Xbox One, Windows und Google Stadia veröffentlicht. Am 8. Dezember 2020 erschien es im Nintendo eShop für Nintendo Switch, am 29. Juni 2021 für PlayStation 5 und Xbox Series X und S.
Am 15. Mai 2025 wurde das Prequel Doom: The Dark Ages veröffentlicht.

## Inhalte
Nach der Philosophie des Vorgängers von 2016 lehnt auch Doom Eternal das automatische Aufladen von Lebenspunkten, das Verstecken hinter Gegenständen, Nachladen von Munition und weitere für Ego-Shooter typische Mechaniken entschieden ab, um eine den Originalspielen Doom (1993) und Doom 2: Hell on Earth (1994) ähnliche Spielerfahrung zu erschaffen. Das Kampfsystem wurde im Vergleich zum Vorgänger um viele Elemente ergänzt und somit komplexer gestaltet.
Das Waffenarsenal des Spielers besteht wie bisher aus verschiedenen Nah- und Fernkampfwaffen. Die Pistole entfällt und das Gaußgewehr wird durch die Ballista ersetzt. Erneut können Waffen mithilfe von Waffen-Mods um zusätzliche Feuermodi erweitert werden, welche mit Waffenpunkten aufgewertet werden können. Der an Gegnern verrichtete Schaden ist nun auch visuell durch klaffende Wunden und zersplitterte Rüstung sichtbar. Viele Gegner besitzen Schwachpunkte, welche der Spieler zerstören kann, um die effektivsten Angriffe der Dämonen zu unterdrücken.
Die neue Waffe – der Unmaykr – kann durch das Erspielen von sechs Himmelsschlüsseln bei in verschiedenen Leveln versteckten Herausforderungen („Slayer Gates“) freigeschaltet werden.
Neu hinzugekommen ist zudem der Flammenwerfer, welcher Dämonen in Brand setzt und sie Rüstungspunkte fallen lassen lässt. Die „Ausrüstungsgegenstände“ des Vorgängers wurden abgeändert, sodass diese nun an der Schulter des Spielcharakters befestigt sind und die Auswahl zwischen einer einfachen Handgranate und einer Frostgranate besteht, welche Gegner momentan bewegungsunfähig macht.
Der Nahkampf wurde um den Blutschlag („Blood Punch“) und die Schmelztiegelklinge („Crucible Blade“) erweitert. Nach einer gewissen Anzahl an Glory Kills wird der Blutschlag aufgeladen und entfesselt beim nächsten Nahkampfangriff eine mächtige Welle, welche nahen Gegnern großen Schaden zufügt. Das Tiegelschwert stellt eine mächtige Waffe dar, welche die Fähigkeit besitzt viele Dämonen mit einem Schlag auszulöschen, hat allerdings nur eine geringe Anzahl von Aufladungen.
Die Spielgeschwindigkeit hat gegenüber Doom (2016), durch neue Bewegungsfähigkeiten des Spielers, wie Doppelsprünge, das Schwingen an Balken, einen Air-Dash und dem Fleischerhaken der Super-Schrotflinte, stark zugenommen.
Der Spielcharakter kann durch in den Levels versteckten oder offen zugänglichen Upgradepunkten in verschiedenen Aspekten verbessert werden. Seine Gesundheit, Rüstung und Munitionskapazität können an Sentinel-Kristallen erhöht werden. Zudem können dem Spieler durch Runen permanent neue Fähigkeiten hinzugefügt werden.
Im Mehrspielermodus gibt es bei Doom Eternal kein Deathmatch, sondern ausschließlich einen Battle-Modus, bei dem zwei von Spielern gesteuerte Dämonen gegen einen Doom-Slayer kämpfen.
Am 20. Oktober 2020 erschien die kostenpflichtige Downloaderweiterung The Ancient Gods – Part One, welche drei neue Single-Player-Level umfasst und einen überarbeiteten Mehrspielermodus bietet. Die kostenpflichtige Fortsetzung der Erweiterung, The Ancient Gods – Part Two, erschien am 18. März 2021.

## Rezeption
Doom Eternal erhielt überwiegend positive Kritiken. Das deutschsprachige Computerspielmagazin GameStar vergleicht den Shooter im Test mit Champagner. Das Spiel biete in vielerlei Hinsicht Verbesserungen zum Vorgänger von 2016 und „schmeckt viel intensiver“.

„Brachial, blutig und einmalig im Flow: Id Software hebt den klassischen Arena-Shooter mit Doom Eternal auf ein neues, grandioses Niveau.“

### Auszeichnungen
- 2019: Game Critics Awards „Best Pc Game“[20]
- 2019: Game Critics Awards „Best Action Game“[20]